# 코프로모르파상과
코프로모르파상과(Copromorphoidea)는 나비목에 속하는 곤충 상과의 하나이다. 이 나방들은 날개 길이가 중간 크기(10-50 mm)로 작고, 폭이 넓은 날개 모습이 잎말이나방상과와 임마상과 나방과 조금 닮았다. 특히, 숫컷의 더듬이는 "빗살모양"을 취하며, 대부분의 종들이 위장을 잘하는 나방으로 날개 위의 비늘의 털을 세우며, 암컷에게만 뒷날개 아래의 비늘에 특수한 연모가 있는 경우도 있고(Common, 1990; Dugdale et al., 1999), 몇 가지의 다른 구조적 특징을 지니고 있다.
이 상과의 분류학적 위치는 아직 불확실하지만, 이전에 간혹 분류해 왔던 깃털나방상과 또는 미나리좀나방상과로 분류하기 보다는 자연분류군 난이문류 옵텍토메라류로 분류하고 있다(Minet, 1991).

## 분포
코프로모르파상과 나방은 구북구 북서부 지역을 제외하고 전 세계적으로 발견된다(Dugdale et al., 1999).

## 습성
어른 나방은 밤에 날며, 빛에 민감하다. 모충은 연결된 잎들 사이 또는 과일 또는 나무줄기의 구멍 속에서 산다. 유충은 번데기 상태 또는 땅에 내려오거나 유기 분해물로 덮힌 고치를 만든다(Dugdale et al., 1999).

## 유충의 숙주 식물
숙주 식물은 겉씨식물 나한송속 그리고 여러 쌍떡잎식물 과에 걸쳐 있다 보관됨 2012-12-23 - archive.today. 복숭아심식나방과 같은 일부 나방은 과일 표면을 뚫고 들어가 유충이 과육 부분을 먹기 때문에 해충으로 간주하기도 한다.